# نيكولاي لورينزوني
نيكولاي لورينزوني (بالألمانية: Nicolai Lorenzoni)‏ (1 مايو 1992 بليستل في سويسرا - ) هو لاعب كرة قدم سويسري وألماني في مركز الدفاع. شارك مع منتخب ألمانيا تحت 20 سنة لكرة القدم. أما مع النوادي، فقد لعب مع كيمنتزر ونادي فرايبورغ ونادي هسن كاسل.

## روابط خارجية
- نيكولاي لورينزوني على موقع قاعدة بيانات كرة القدم.إي يو (الإنجليزية)
- نيكولاي لورينزوني على موقع بيانات كرة القدم. دي إي (الألمانية)
- نيكولاي لورينزوني على موقع Soccerway.com (الإنجليزية)
- نيكولاي لورينزوني على موقع عالم كرة القدم.نت (الإنجليزية)
- نيكولاي لورينزوني على موقع AS.com (الإسبانية)